# Typ-12-Torpedo
Der Typ-12-Torpedo (japanisch 12式短魚雷 12 Shiki Tan Gyorai, auch G-RX5) ist ein U-Jagd-Torpedo der japanischen Maritimen Selbstverteidigungsstreitkräfte.

## Allgemeines
Der Typ 12 wurde, mit der Projektbezeichnung G-RX5, als Ersatz bzw. Erganzung für den japanischen Torpedo Typ 97 zwischen 1998 und 2010 durch das Technical Research and Development Institute (japanisch 技術研究本部 Gijutsu Kenkyū Honbu) des japanischen Verteidigungsministeriums entwickelt und durch Mitsubishi Heavy Industries hergestellt.
Der 2012 in Dienst gestellte Torpedo ist 2,832 Meter lang, 320 Kilogramm schwer und hat einen Durchmesser von 324 Millimeter. Er verfügt über eine aktive als auch eine passive Zielsuche mit Sonar. Gegenüber dem Typ 97 ist das System eher für den Einsatz im Küstenvorfeld optimiert, wobei die Tieftaucheigenschaften des Vorgängers erhalten blieben. Mit diesem gibt es eine Teilegleichheit von 38 %. 

## Einsatz
Der Einsatz des Torpedos erfolgt von Überwasserschiffen (mittels HOS-303-Dreifachtorpedorohr und Typ 07 VL-ASROC), Hubschraubern und Seefernaufklärern aus.

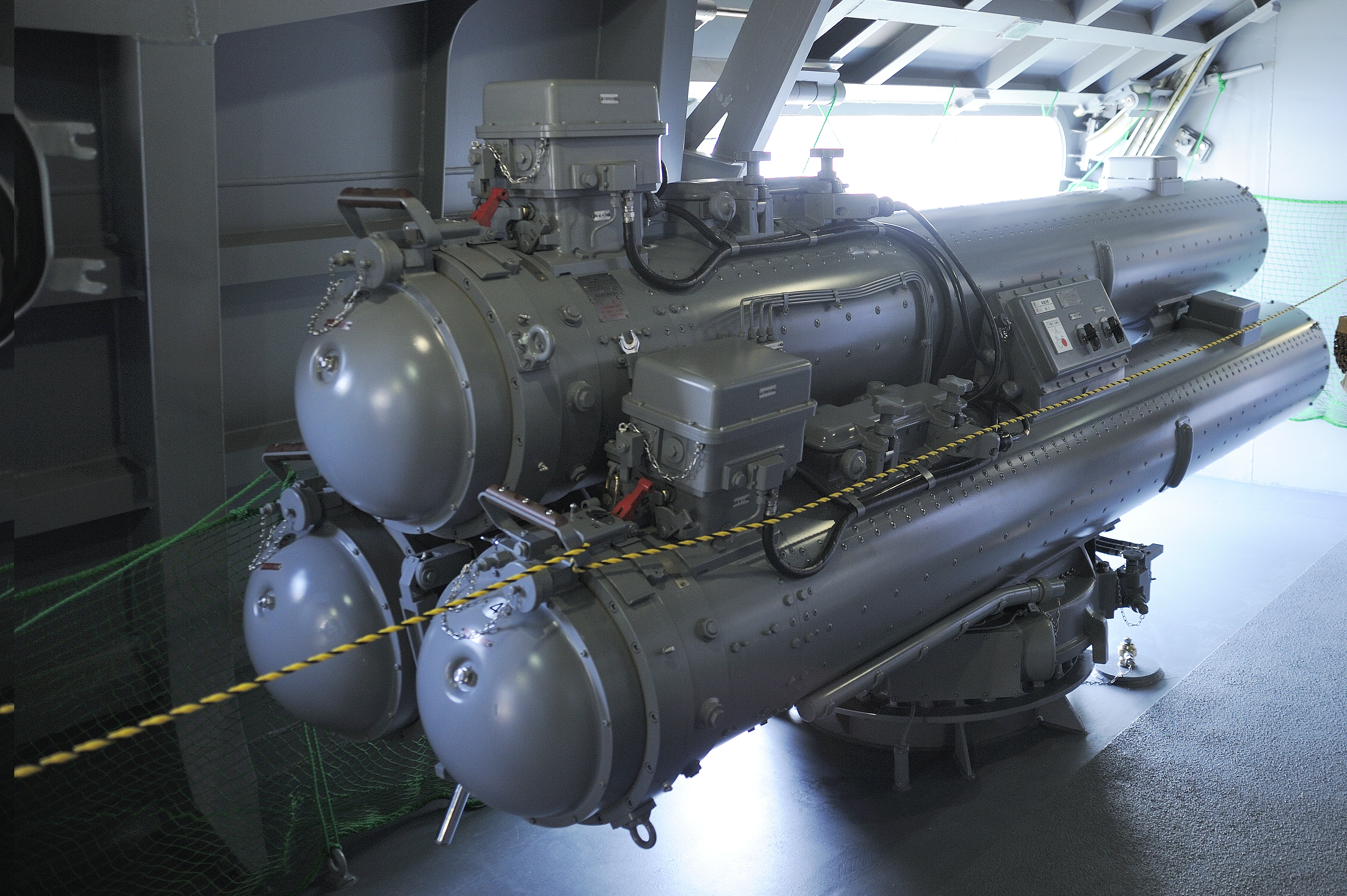
HOS-303 Dreifachtorpedorohr
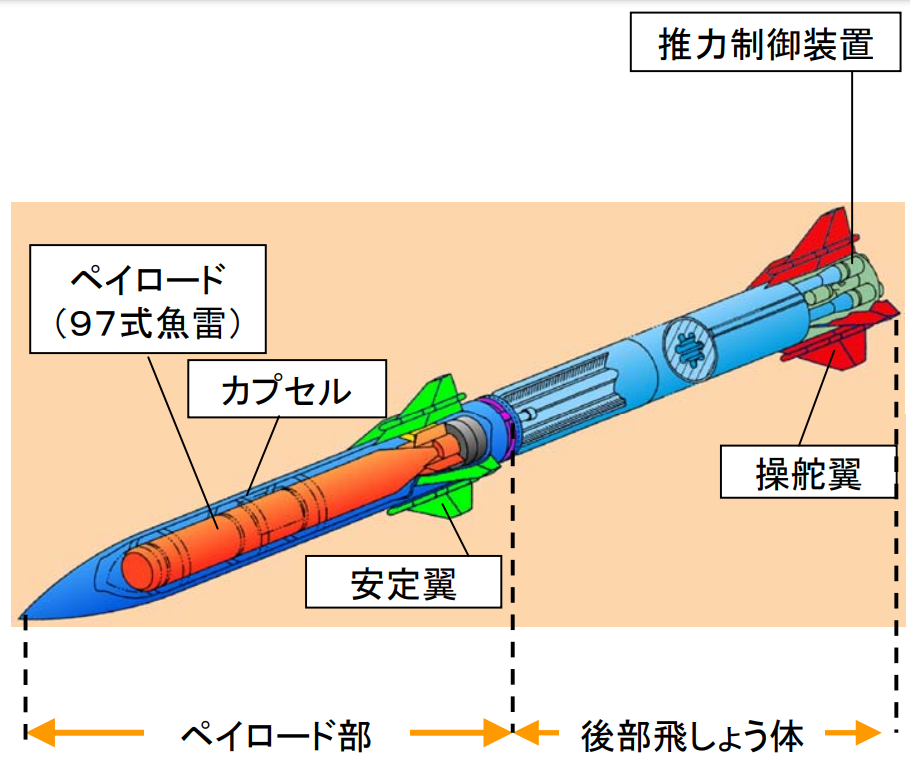
Darstellung der Typ 07 VL-ASROC
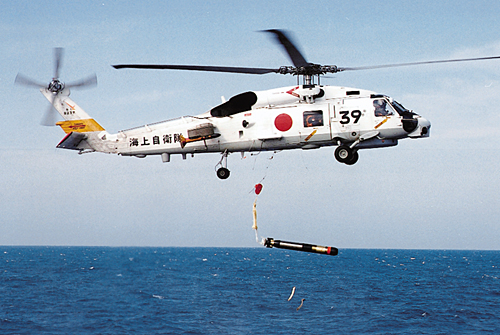
Einsatz eines Torpedo (gezeigt ist hier ein Typ 97) durch einen japanischen Hubschrauber
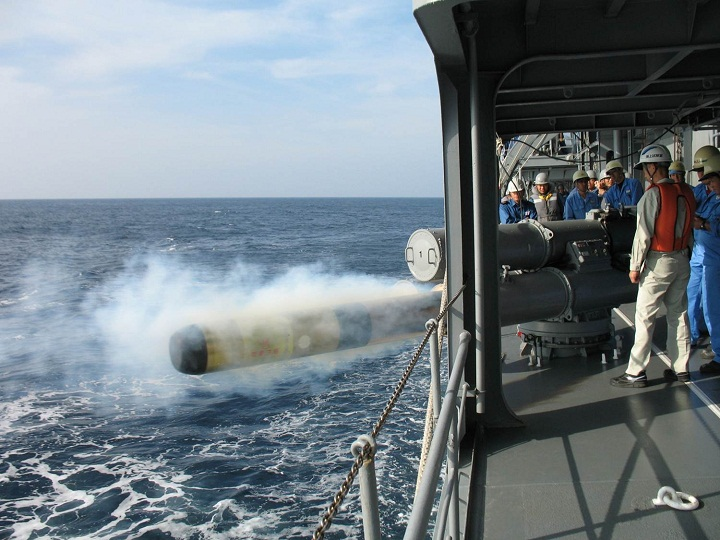
Abschuss eines Typ 12